# جمعان الرويعي
جمعان الرويعي (21 يونيو 1969 -)، ممثل ومخرج بحريني.

## حياته الفنية
ولد في المنامة وتزوج من الفنانة العراقية المقيمة في البحرين آلاء شاكر وانجب منها بنت اسمها علياء لكنهما انفصلا لاحقاً، وفي عام 2010 حصل على جائزة كأفضل مخرج عن المسلسلين وعد لزام وأيام الفرج.

## أعماله

### التمثيل

#### من المسلسلات
- البيت العود (1993)
- فرجان لول(1994)
- حسن ونور السناء (1994)
- اولاد ابوجاسم (1994)
- ملفى الأياوديد (1995)
- بحر الحكايات (1997)
- سعدون (1998)
- زهور وجدران (1998)
- نيران (2000)
- طعم الأيام (مسلسل) 2001
- السديم 2002
- عويشة (2003)
- يوم اخر (2003)
- غصات الحنين (2004)
- دروب (2005)
- قيود الزمن (2006)
- عيون الحب (2008)
- اخر صفقة حب (2009)
- بقايا الامس (2009)
- كنة الشام وكناين الشامية (2012)
- حزاوينا خليجة (2016)
- اشوفكم على خير (2017)
- جديمك نديمك 2019 (2019)
- عذراء (2019)
- حكايات ابن الحداد 2020
- كف ودفوف (2021)
- دار غريب (2021)
- حكايات ابن الحداد الموسم الثاني (2022)

#### من الأفلام
- حنين.
- زائر
- حكايات بحرينية.
- مريمي الراقصة
- المسباح

#### من المسرحيات
- ليلة عرس رشدان.
- الشفت

### الإخراج

#### من المسلسلات
- وعد لزام.
- متعب القلب.
- أيام الفرج.
- كنة الشام وكناين الشامية.
- شارع 90.
- أشوفكم على خير
- شباب البومب
- دبي لندن دبي
- برايحنا
- حزاوينا خليجية
- بعض حلقات المسباح

## روابط خارجية
- جمعان الرويعي على موقع IMDb (الإنجليزية)
- جمعان الرويعي على موقع قاعدة بيانات الأفلام العربية